# 000 (رقم هاتف طوارئ)
000 هو رقم هاتف شائع للطوارئ يمكن الاتصال به مجانًا من معظم الهواتف المحمولة، وفي بعض البلدان، من الهواتف الثابتة للوصول إلى خدمات الطوارئ (الإسعاف والإطفاء والإنقاذ والشرطة).